# فلز گران‌بها

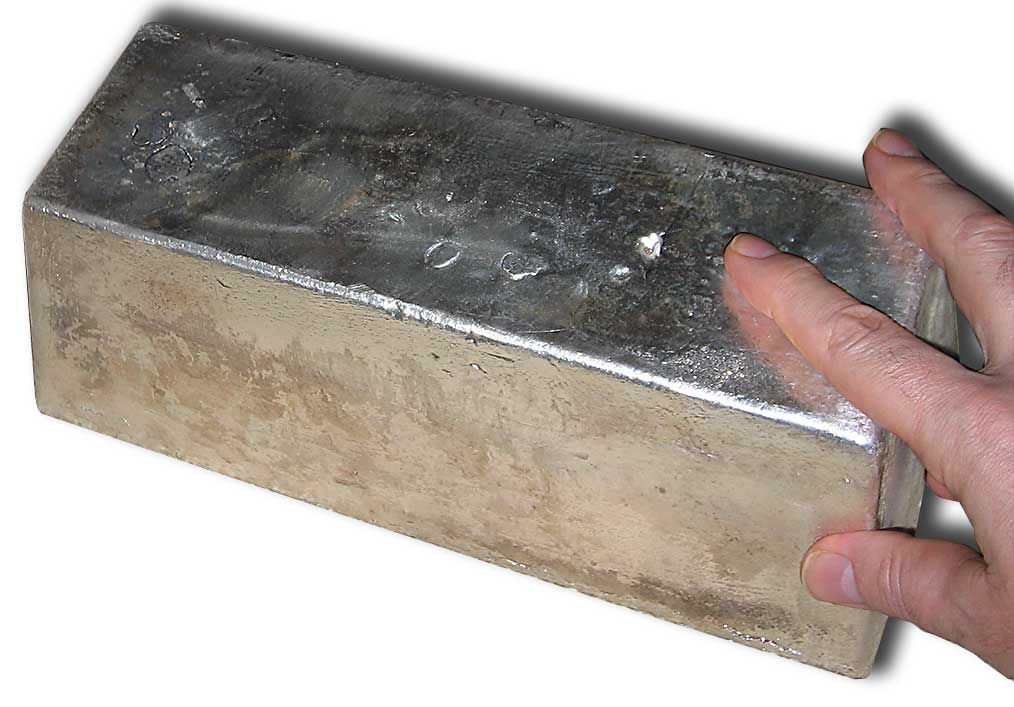
نمایی از شمش نقره که یک نوع فلز گران‌بهاست.

فلز گران‌بها یا فلز قیمتی عنصر شیمیایی فلزیِ نادری است که ارزش اقتصادی بالایی دارد. از دید شیمیایی، فلزات گران‌بها کمتر از دیگر عناصر واکنش‌پذیر هستند، جلای بیشتری دارند، نرم‌تر یا شکل‌پذیرتر (مفتول‌شدنی‌تر) هستند، و دمای ذوب بالاتری نسبت به دیگر فلزات دارند.
از دید تاریخی، فلزات گران‌بها به‌عنوان ارز مهم بوده‌اند، ولی امروزه بیشتر به‌عنوان سرمایه یا اجناس صنعتی دیده می‌شوند. طلا، نقره، پلاتین، پالادیوم و رودیم هر یک دارای کد ارزیِ ایزو ۴۲۱۷ می‌باشند.